# Episcada polita
Espèce
Episcada polita est un insecte lépidoptère  de la famille des Nymphalidae, de la sous-famille des Danainae et du genre Episcada.

## Dénomination
Episcada polita a été décrit par Gustav Weymer en 1899.

### Sous-espèces
- Episcada polita polita; présent en Colombie
- Episcada polita cabenis Haensch, 1905; présent en Colombie
- Episcada polita aprica, Neild, 2008; présent au Venezuela
- Episcada polita archaia, Neild, 2008; présent au Venezuela
- Episcada polita raymondi, Neild, 2008; présent au Venezuela[2]
- Episcada polita ssp présent  en Équateur[1]

## Description
Episcada polita est un papillon d'une envergure d'environ 43 mm, à l'abdomen mince, aux ailes antérieures beaucoup plus longues que les ailes postérieures et à bord interne concave.
Les ailes sont transparentes avec de très fines veines marron et une bordurenoire ou en partie jaune orangé : aux ailes antérieures une large bordure jaune orangé sur les 3/4 du bord interne, marron doublé de jaune orangé sur le bord costal le long de la cellule, noir sur le reste de l'aile antérieure et l'aile postérieure.

## Écologie et distribution
Episcada polita est présent au Venezuela, en Colombie et en Équateur.

### Protection
Pas de statut de protection particulier.